# Olsen-banden i Jylland
Olsen-banden i Jylland er en dansk film fra 1971. Dette er nr. 3 i rækken af de 14 Olsen-banden-film.
Én af de få af Olsen-Banden-film, som ikke foregår i København. Denne foregår nemlig i det nordvestlige Jylland, hvor Egon har fået et tip om, at der befinder sig en skat i én af de gamle tyske bunkere. Tingene går bare (som sædvanlig) ikke helt som planlagt.
Filmen er filmet i området ved Vigsø Bugt øst for Hanstholm samt i Hanstholm by.
En væsentlig del af temaet i denne film er de lokale jyder Mads "Femøre" Madsen, hans stumme medhjælper "Bette-røv", samt de knap så lovlydige Karen og Rico, som også er ude efter den tyske generals skat nede i bunkeren.
Den norske udgave, Olsenbanden tar gull, er filmet som et "spejlbillede" af den danske. Handlingen foregår på Sørlandet ved Møvik-fæstningen, i virkeligheden Rakke udenfor Stavern, hvor kanonstillingen modsat Hanstholm fandtes under 2. verdenskrig. I stedet for passagen af Lillebæltsbroen er det ved udkørslen af tunnellen "Sørlandsporten" ved Risør at banden opdager hvor langt de er kommet. Og færgeturen er i stedet for Storebælt henlagt til Bastø-færgen mellem Moss og Horten over Oslofjorden.

## Produktion
Filmen starter som så mange andre film med at Egon kommer ud af fængslet i Vridsløselille. Banden tager derefter hjem til Kjeld og Yvonne i Valby, for at diskutere det næste kup. I modsætning til de fleste andre Olsen Banden film foregår dette kup i Jylland. For at komme til Jylland skal de over den (i 1971) nye Lillebæltsbro. De tager til Vigsø kyst i Jylland, tæt på Hanstholm, fordi Egon har hørt et rygte om, at der ligger en gemt skat i en af de gamle tyske bunkere. I Jylland foregår meget af tiden i bunkeranlægget, som er den vigtigste lokalitet, da det er her, hvor kuppet foregår.
Filmplakaten fremstiller Olsenbanden som tegneserie, hvilket hentyder til det karikerede og sjove i Olsen Banden. Plakaten fremhæver karakterernes træk udseendemæssigt, såvel som personlighedsmæssigt. For eksempel er Egons spidse hage fremhævet. Han udtrykker sig derudover på en sådan måde, at han ligner en person, som kunne være overhovedet i banden. Derudover giver plakatens elementer også et godt indblik i filmens handlinger og indhold. Der er bl.a. lokomotivet, en dykker, Mads Madsen og hans hjælper betterøv som ejer værkstedet - de er placeret i den røde bil på plakaten, og Olsen Bandens modstander, Rico, bliver også præsenteret cirka midt på plakaten.
I starten af filmen kører Olsenbanden som altid i Bennys Chevrolet Bel Air  fra årgang 1959. Det er hans bil som gruppen altid kører i, medmindre de skal bruge en speciel bil til kuppet, hvilket er tilfældet her. Da Yvonne og Børge skal med til Jylland, har de ekstra meget bagage. Derfor stjæler de en slagtervogn, en Citroën type H med indregistrerings nummer BD 88914, som de kan køre i til Jylland. I Jylland stjæler de et lokomotiv, som de skal bruge til at køre ind i bunkeren.

## Medvirkende
- Ove Sprogøe - Egon Olsen
- Morten Grunwald - Benny Frandsen
- Poul Bundgaard - Kjeld Jensen
- Kirsten Walther - Yvonne Jensen
- Jes Holtsø – Børge Jensen
- Helle Virkner – Karen
- Willy Rathnov – Rico
- Karl Stegger – Mads "Femøre" Madsen
- Preben Kaas – Bette-røv
- Peter Steen – Løjtnant
- Benny Hansen – Menig 667345
- Gunnar Strømvad – Chauffør
- Ernst Meyer – Tankpasser på Sjælland
- Bente Andersen – Pige på stranden
- Tina Reynold – Pige på stranden
- Knud Pedersen – Kører gravemaskine